# رایشس‌تاگ
رایشس‌تاگ (به آلمانی: Reichstagsgebäude) نام ساختمان پارلمان آلمان است. رایشستاگ در شهر برلین واقع شده‌است. در این گنبد نورمن فاستر از سبک اکوتک استفاده کرده‌است. طرح نورمن فاستر در سال ۱۹۹۳ در برلین برنده شد.

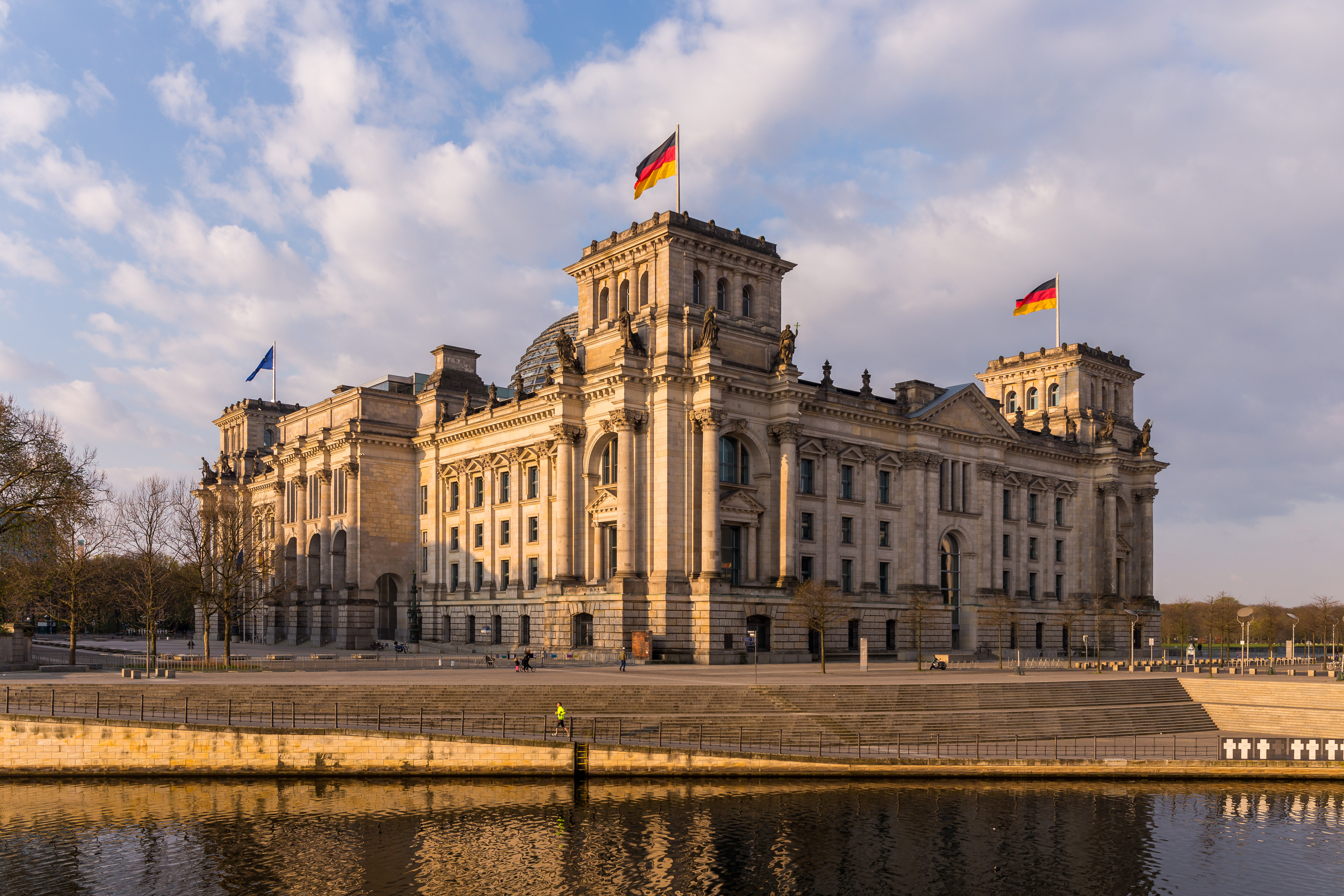
نگاره‌ای ثبت‌شده در هنگام طلوع آفتاب از ساختمان رایشس‌تاگ. این ساختمان در سال ۱۸۹۴ افتتاح شد.

#### ساخت و افتتاح
در اواخر قرن نوزدهم، امپراتوری آلمان نیاز به یک ساختمان جدید برای مجلس خود داشت. ساخت رایشتاگ بین سال‌های ۱۸۸۴ تا ۱۸۹۴ تحت نظارت معمار پل والوت انجام شد. این بنا با سبک معماری نئورنسانس ساخته شد و دارای یک گنبد مرکزی بزرگ بود که به عنوان نمادی از قدرت امپراتوری آلمان شناخته می‌شد.

## تخریب ساختمان

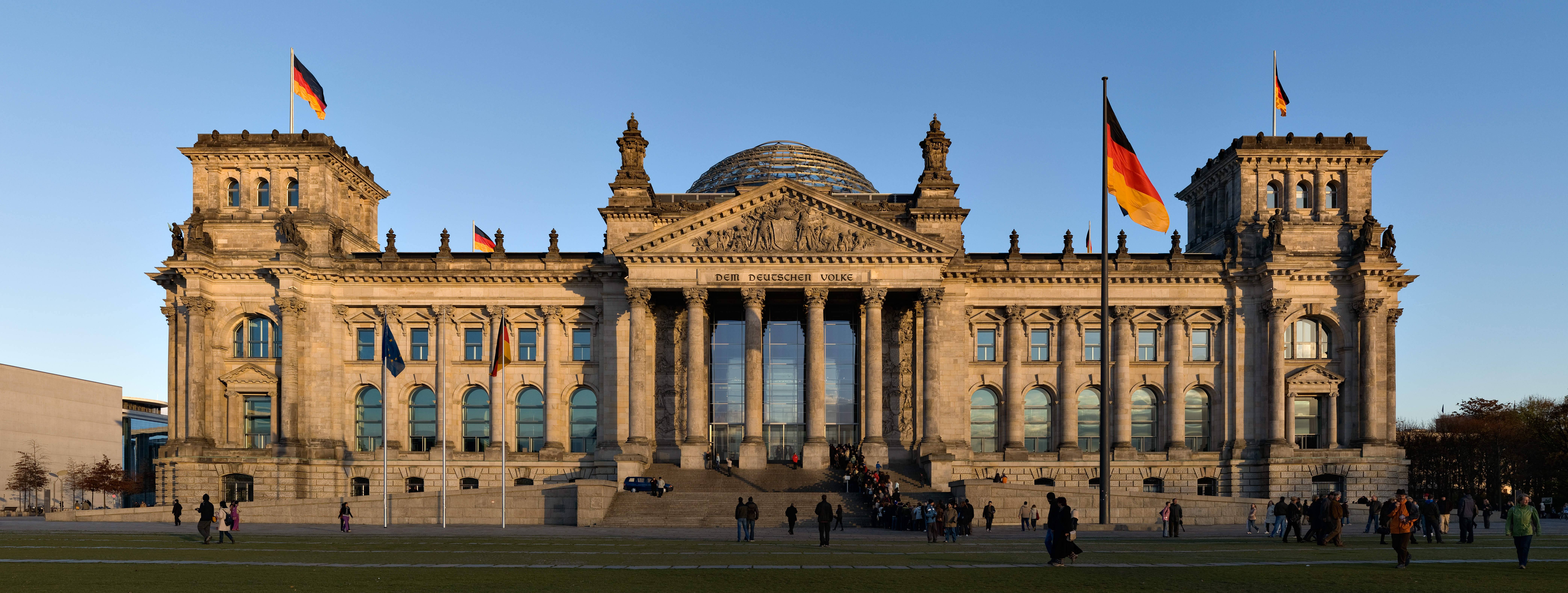
رایشس‌تاگ

این ساختمان از سال ۱۸۹۴ تا ۱۹۳۳ محل پارلمان آلمان بود. در ۲۷ فوریه ۱۹۳۳، ساختمان رایشتاگ دچار یک آتش‌سوزی گسترده شد که باعث تخریب بخش بزرگی از ساختمان شد. دولت نازی به رهبری آدولف هیتلر از این حادثه به عنوان بهانه‌ای برای سرکوب مخالفان سیاسی خود و تقویت قدرت استفاده کرد. این حادثه منجر به تصویب فرمان رایشتاگ شد که آزادی‌های مدنی را به شدت محدود کرد و راه را برای حکومت دیکتاتوری نازی‌ها هموار ساخت.
یک جوان هلندی به نام مارینوس وان درلوب که جزو کمونیست‌ها و وابسته به روسیه بود به عنوان مجرم و کمونیست اعلام شد. همچنین هیتلر در مصاحبه محرمانه‌ای در سال ۱۹۳۱ گفته بود:
 رایشستاگ نماد انحطاط ماست. ملغمه‌ای است مرکب از چهار دسته از ستون‌های شبیه پانتئون آمیخته با سیلیکای رومی و قلعه مغربی که کل ساختمان شبیه یک کنیسه به نظر می‌آید. به شما می‌گویم، رایشستاگ ساختمان فوق‌العاده زشتی است، یک تالار اجتماعات، دکان گفتگو و چانه زنی نماینگان و بورژوازی منحط و طبقه کارگر گمراه. هم ساختمان و هم نهادی که در آن جا گرفته ننگ مردم آلمان هستند و روزی باید بروند. به نظر من، هرچه زودتر این دکان گفتگو بسوزد و با خاک یکسان شود، مردم آلمان زودتر از نفوذ خارجی آزاد خواهند شد.

#### جنگ جهانی دوم و دوره پس از آن
در طول جنگ جهانی دوم، ساختمان رایشتاگ به شدت آسیب دید و در نبرد برلین در آوریل ۱۹۴۵ به یکی از مهم‌ترین اهداف ارتش سرخ شوروی تبدیل شد. پس از پایان جنگ و تقسیم آلمان، این ساختمان در برلین غربی قرار گرفت اما تا مدت‌ها بلااستفاده باقی ماند.

## بازسازی ساختمان
ساختمان پارلمان آلمان (رایشستاگ) برای معرفی معماری اکوتک برای حفظ محیط زیست در طرح بازسازی رایشستاگ دربرلین ۱۹۹۳ طرح نورمن فاستر به عنوان برنده اعلام شد. معمار بریتانیایی نورمن فاستر مسئول طراحی بازسازی این بنا شد. بازسازی بین سال‌های ۱۹۹۵ تا ۱۹۹۹ انجام شد. فاستر در طرح خود یک گنبد شیشه‌ای به جای گنبد تخریب شده پارلمان در جنگ جهانی دوم در نظر گرفت. این گنبد جدید از چند نظر جالب توجه‌است.
هنگام شب گنبد از طریق تالار مجلس روشن می‌شود و به صورت گنبدی نورانی می‌درخشد که نشانه‌ای از قدرت و توانایی پروسه دموکراتیک در آلمان فدرال است. از نظر اقلیمی در تابستان تهویه طبیعی تالار از طریق گنبد شیشه‌ای صورت می‌گیرد. در زمستان هوای گرم که از تالار مجلس به فضای زیر گنبد صعود کرده بازیافت و مجدداً مورد استفاده قرار می‌گیرد؛ و بالاخره آینه‌های وسط گنبد، روشنایی طبیعی و تصویر مردم (خاستگاه قدرت مجلس) را به تالار نمایندگان منعکس می‌کنند.

## سازه

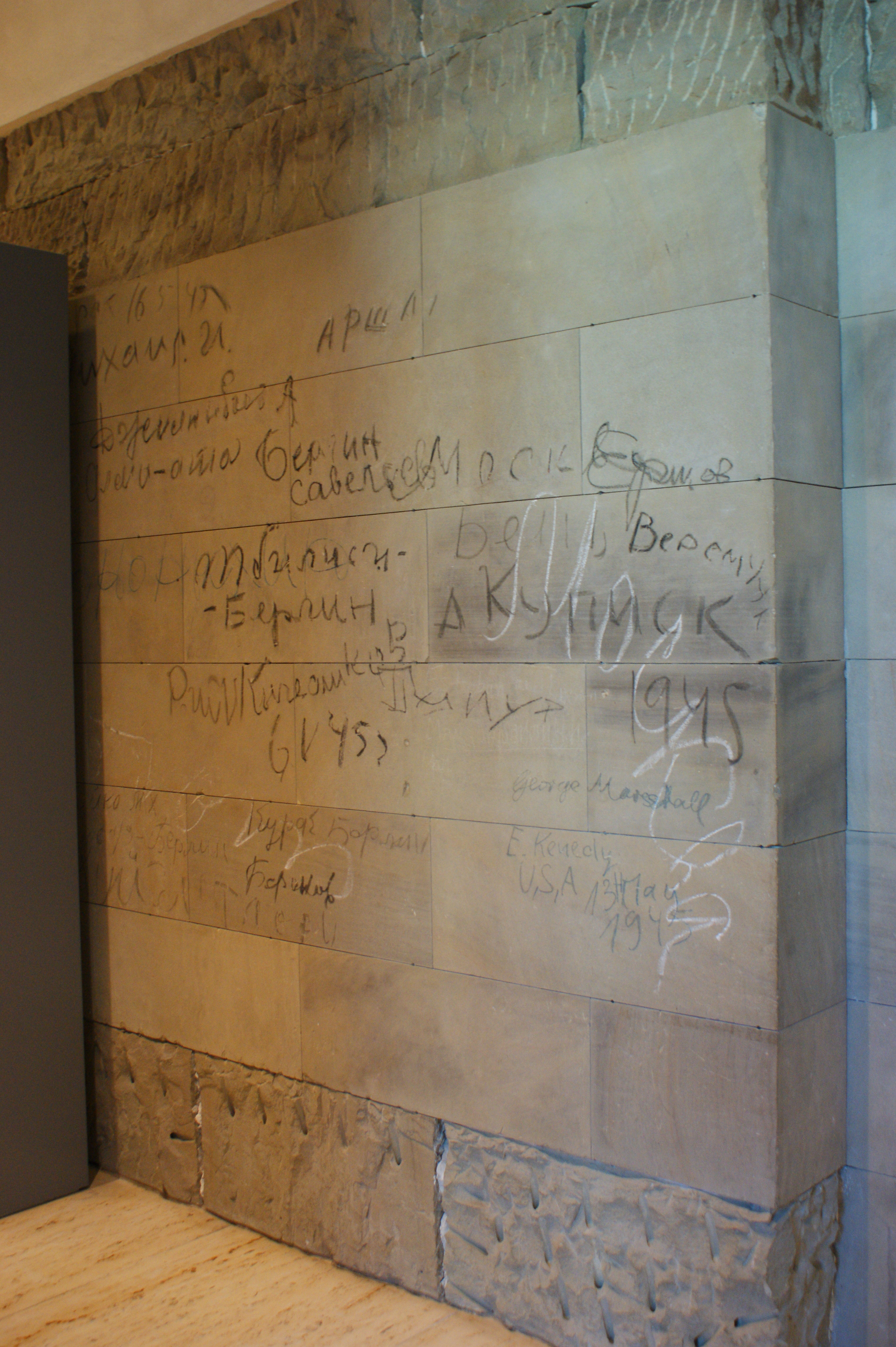
دیوار داخلی رایشس‌تاگ

سازه گنبد رایشستاگ از جنس کریستال است که نور را به وضوح از خود عبور می‌دهد. گنبد از چند جهت حائز اهمیت است؛ اول اینکه در داخل گنبد دو رامپ مارپیچ قرار دارد که به سکوی فوقانی برای تماشای مناظر و دیدن افراد در گنبد منتهی می‌شود. سلول‌های خورشیدی فتوولتائیک با ۳۰۰ متر مربع مساحت بر روی بام جنوبی ساختمان برای تأمین برق قرار دارد. پنجره‌های هوشمند برای تهویه هوا در اطراف خود گنبد همچنین استفاده از سوخت تجدیدشونده بیوگاز برای تولید برق بدون آلودگی که از انتشار% ۹۴ تولید دی‌اکسید کربن ممانعت می‌کند. در گنبد طراحی یک نقاب متحرک در زیر گنبد شیشه‌ای قرار دارد که حرکت آن توسط کامپیوتر تنظیم شده‌است و از تابش و انعکاس مستقیم نور آفتاب به داخل تالار مجلس جلوگیری می‌کند. از دیگر ویژگی‌های این گنبد ذخیره‌شدن حرارت اضافی در قسمت‌های مختلف ساختمان در یک مخزن طبیعی است که آب گرم برای گرمایش را تأمین می‌کند.

### ویژگی‌های معماری
ساختمان رایشتاگ دارای ترکیبی از معماری کلاسیک و مدرن است. گنبد شیشه‌ای آن، که یکی از نمادهای شهر برلین محسوب می‌شود، امکان بازدید عموم را فراهم کرده و چشم‌انداز وسیعی از شهر را ارائه می‌دهد. این گنبد همچنین از طریق طراحی خاص خود نور طبیعی را به صحن پارلمان هدایت می‌کند و یک نمونه برجسته از معماری پایدار به شمار می‌آید.

### اهمیت امروزی
امروزه رایشتاگ نه تنها مرکز قانون‌گذاری آلمان است، بلکه به عنوان یکی از مهم‌ترین جاذبه‌های گردشگری برلین محسوب می‌شود. این بنا سالانه میلیون‌ها بازدیدکننده را به خود جذب می‌کند و نمادی از تاریخ پر فراز و نشیب آلمان و مسیر آن به سوی دموکراسی است.